# Vaska Ilieva
Vaska Ilieva, mazedonisch: Васка Илиева, (* 21. Dezember 1923 in Skopje; † 4. Mai 2001 ebenda) war eine mazedonische Sängerin des Folkmusikstils. Sie begann ihre Karriere in den 1950er Jahren mit kleineren Auftritten als Sängerin und Tänzerin. Ihr Gesang brachte ihr schon bald innerhalb Mazedoniens große Popularität, die sich auch schon bald über in Jugoslawien verbreitete. Ilieva galt ab vor allem ab den 1970ern als «Queen» der mazedonischen Volksmusik. Ab dieser Zeit trat sie auch in ganz Europa und den USA sowie Kanada auf, wo sie auch Anhänger unter den mazedonischen Einwanderern fand. Ab den 1980er und 1990er Jahren konzentrierte sie ihren Gesang vor allem auf patriotische Texte des unabhängigen Mazedoniens, was damals vor allem die Befindlichkeiten in ihrem Land widerspiegelte. Sie starb im Mai 2001 im Alter von 77 Jahren.
| Personendaten    | Personendaten         |
| ---------------- | --------------------- |
| NAME             | Ilieva, Vaska         |
| ALTERNATIVNAMEN  | Илиева, Васка         |
| KURZBESCHREIBUNG | mazedonische Sängerin |
| GEBURTSDATUM     | 21. Dezember 1923     |
| GEBURTSORT       | Skopje                |
| STERBEDATUM      | 4. Mai 2001           |
| STERBEORT        | Skopje                |